# Филиппа (тигрица)
Филиппа — амурская тигрица, спасённая в самом детстве людьми, в настоящее время находящаяся под наблюдением специалистов. 14 сентября 2016 года она получила кошачий паспорт. Выпущена в Еврейской автономной области.

## Биография
Пятимесячная самка была обнаружена истощенной у границ национального парка «Земля леопарда» в огороде одного из сел Хасанского района 29 декабря 2015 года. Умирающая от голода, она пошла к людям, где её чуть не убили собаки. Местные жители сообщили о тигрёнке сотрудникам «Земли леопарда», которые незамедлительно забрали её к себе. У неё констатировали крайнее истощение и направили её в реабилитационный центр. Филиппа стала жить в вольере леопарда Николая, который ранее переехал в Московский зоопарк. Вскоре она пошла на поправку. Позже местные жители назвали её Филиппой.
Характер Филиппы непростой. Она вела себя агрессивно, не давала себя обследовать, убегала очень далеко, при обследовании недовольно фырчала. Филиппа прошла плановый медико-биологический осмотр, из чего был сделан вывод о том что её здоровье соответствует всем стандартам. По словам директора нацпарка «Земля леопардов» Татьяны Барановской:

«Наша маленькая тигрица благодаря объединённым усилиям различных специалистов выросла в прекрасную девушку. Она сумела воспитать в себе тигриный характер и сохранила тонкую и нежную натуру. Уверена, что, несмотря на тяжёлое прошлое, её ждёт светлое будущее, и мы сможем добиться нашей общей цели – возвращения Филиппы в природу, её родной дом»
По состоянию на 2016 года, тигрица живёт в вольере под открытым небом площадью около 0,4 гектара. По состоянию на 2019 год обитает в Еврейской автономной области.

## В массовой культуре
- Документальный фильм «Поправшая законы».